# Monumenti e munificenze di Sua Maestà la Principessa Imperiale Maria Luigia, Arciduchessa d'Austria, Duchessa di Parma, Piacenza e Guastalla
Monumenti e munificenze di Sua Maestà la Principessa Imperiale Maria Luigia, Arciduchessa d'Austria, Duchessa di Parma, Piacenza e Guastalla (en español: Monumentos y munificencias de Su Majestad la Princesa Imperial María Luisa, Archiduquesa de Austria, Duquesa de Parma, Plasencia y Guastalla) es un álbum litográfico de 1824 en el que se reflejan diversas obras públicas llevadas a cabo por María Luisa de Austria en su reinado como duquesa de Parma que había comenzado en 1815.

## Historia
El álbum fue encargado antes de 1845 por el conde Charles-René de Bombelles, gran mayordomo de María Luisa y presidente del departamento militar del ducado de Parma. Además, Charles-René de Bombelles era el tercer marido de María Luisa, habiendo contraído matrimonio morganático con esta en 1834. La soberana del ducado, que había sido esposa de Napoleón Bonaparte y quedó viuda en 1821, fue la dedicataria de la publicación.
La mayoría de las litografías se realizaron por Isidore Laurent Deroy a partir de dibujos de Pietro Mazza.

## Descripción
El álbum se compone de un solo volumen dividido en 6 partes. Contiene 69 litografías y un frontispicio litografiado. Las litografías representan en su mayor parte obras públicas y arquitectónicas del ducado de Parma realizadas durante el reinado de María Luisa, así como otras dedicadas a vistas de ciudades parmesanas y medallas acuñadas en el ducado en el mismo período.
La publicación tiene un formato horizontal in-8 (275mm x 384 mm). Las litografías se encuentran numeradas y en cada una de ellas se contiene una inscripción con el título o descripción de esta. Cada litografía cuenta con una descripción en italiano, alemán y francés. Fueron impresas en Parma en tonos sepia.

## Galería

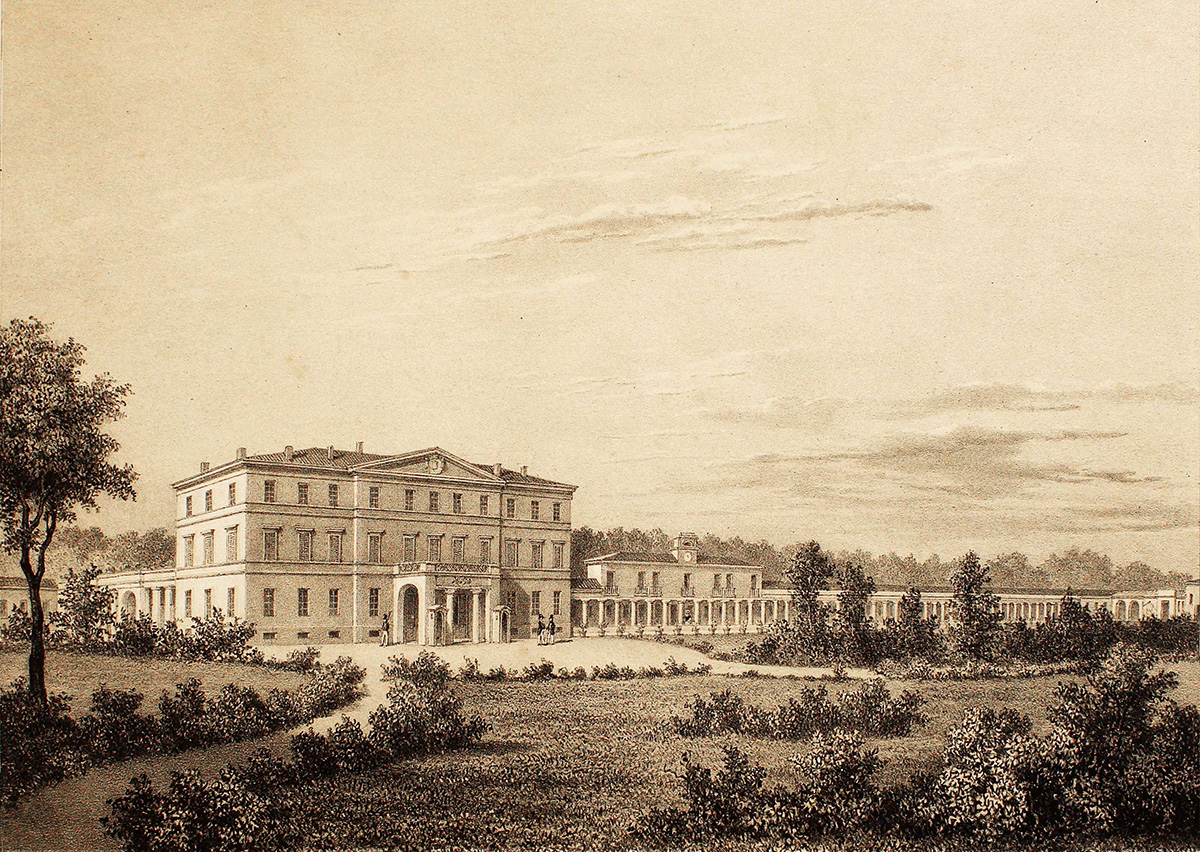
El Casino dei Boschi, residencia en el campo de María Luisa. (Lit. 18)
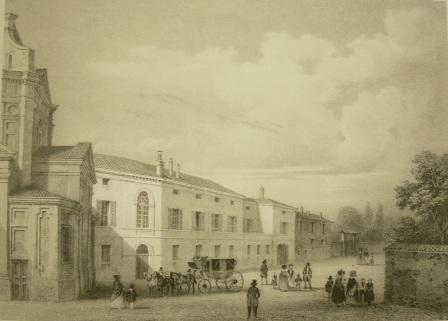
El Hospital de Incurables e iglesia en Parma. (Lit. 22)
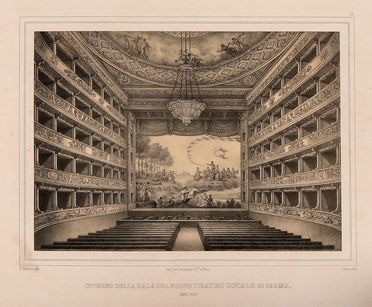
Interior de la sala del Teatro Regio. (Lit.
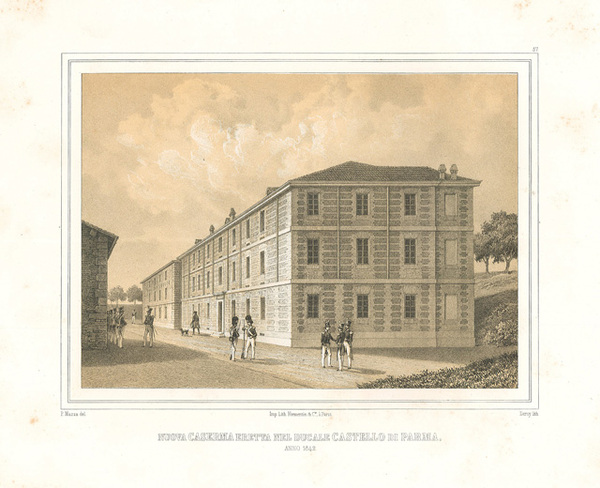
Cuartel nuevo erigido junto al palacio de Parma